# Bridelia nicobarica
Bridelia nicobarica är en emblikaväxtart som beskrevs av Tapas Chakrabarty och Vasudeva Rao. Bridelia nicobarica ingår i släktet Bridelia och familjen emblikaväxter.
Artens utbredningsområde är Nicobarerna. Inga underarter finns listade i Catalogue of Life.